# Fraternità francescana di Betania
La Fraternità francescana di Betania è un istituto di vita consacrata di diritto diocesano composto da religiosi (sia chierici che laici) e religiose. I membri di questa congregazione pospongono al loro nome la sigla F.F.B.

## Storia

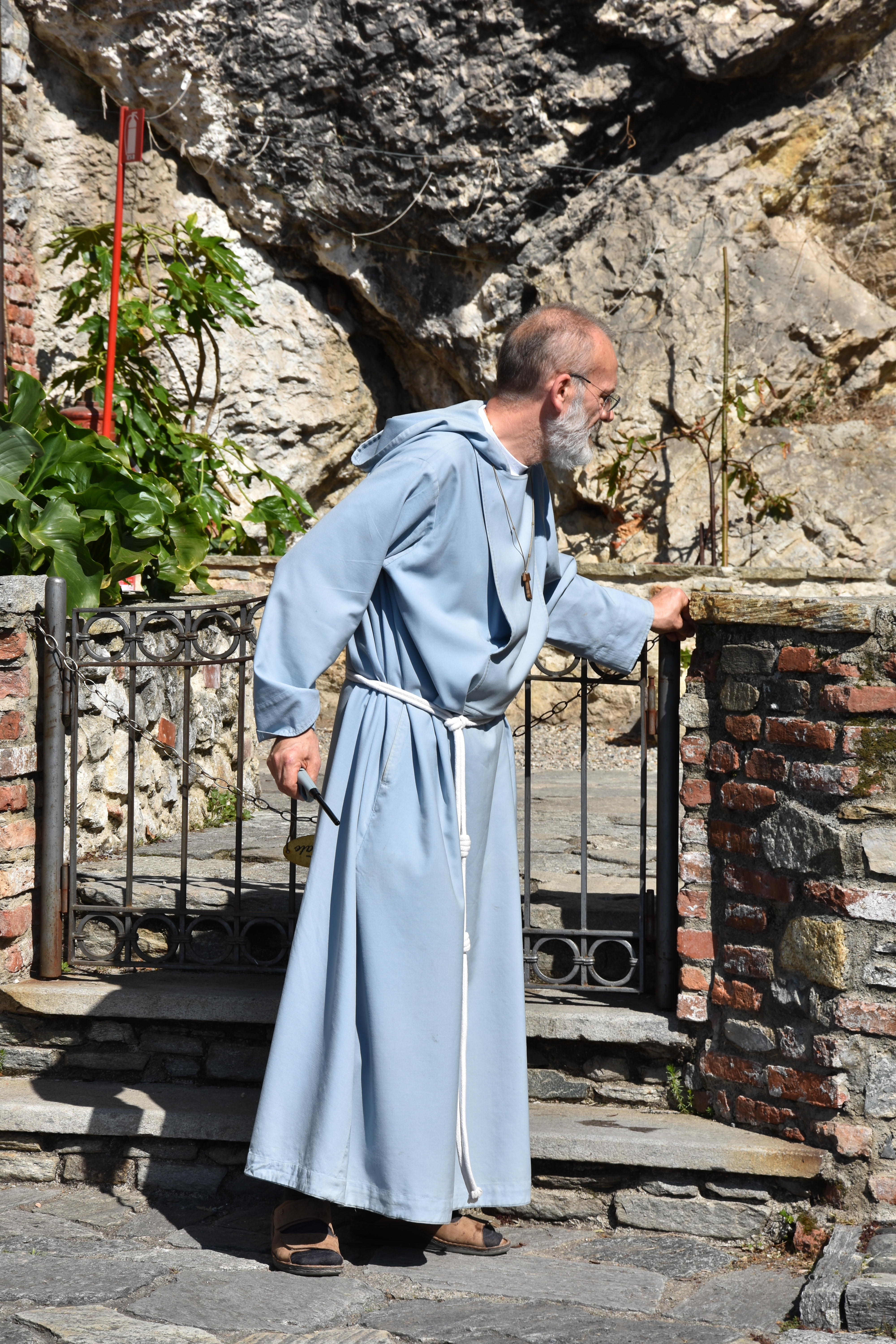
Un frate nell'eremo di Santa Caterina del Sasso

La fraternità venne fondata da Padre Pancrazio, al secolo Nicola Gaudioso: le esperienze che lo portarono a dare inizio all'istituto furono il suo servizio come fratello laico cappuccino prestato presso il santuario della Santa Casa a Loreto (1946-1947) e il suo incontro con padre Pio da Pietrelcina (1950).
Nel 1987 la fraternità venne approvata da Tonino Bello, vescovo di Molfetta, come associazione pubblica di fedeli e nel 1998 venne riconosciuta come istituto di vita consacrata di diritto diocesano.
La fraternità è composta da fratelli (laici e sacerdoti) e sorelle, uniti in un unico istituto sotto la guida di un superiore generale, che deve essere eletto tra i sacerdoti.

## Origini del nome
Il nome "Betania" deriva dal brano del Vangelo che racconta di Gesù, il quale andava a Betania, località della Giudea (attuale Cisgiordania), per riposarsi e pregare. Da qui la volontà di padre Pancrazio di far nascere un luogo di preghiera e riposo per laici e consacrati, nel quale possono provare vivere la stessa esperienza di Gesù. Da qui il nome di "Fraternità francescana di Betania" o "Casa Betania".

## Attività e diffusione
I fratelli e le sorelle si dedicano alla preghiera contemplativa e gestiscono centri di spiritualità e case per ritiri. Fanno parte della Fraternità, con diverse modalità di appartenenza, i Familiari della Fraternità Francescana di Betania, gli Oblati, i gruppi di preghiera Ancilla Domini (GAD), i Giovani di Betania (GdB), amici e collaboratori volontari.
La fraternità è presente con sette comunità in Italia (Terlizzi, San Quirino, Cella di Noceto, Roma, Loreto, Partanna, Monte San Savino, Verona), una in Brasile (Salvador de Bahia), una in Svizzera (Rovio) e una in Germania (Aschaffenburg); la Curia generalizia è a Terlizzi.
Dal 2019 alla Fraternità viene affidata anche la gestione religiosa dell'Eremo di Santa Caterina del Sasso
I membri di questa congregazione si vestono di azzurro.
Nel 2009 la fraternità contava 72 fratelli (37 dei quali sacerdoti), 94 sorelle e 10 novizi (5 uomini e 5 donne).